# Christof Innerhofer
Christof Innerhofer (ur. 17 grudnia 1984 r. w Bruneck) – włoski narciarz alpejski, dwukrotny medalista olimpijski oraz trzykrotny medalista mistrzostw świata.

## Kariera
Po raz pierwszy na arenie międzynarodowej pojawił się 29 listopada 1999 roku w San Vigilio, gdzie w zawodach FIS Race zajął 52. miejsce w slalomie. W zawodach Pucharu Świata zadebiutował 12 listopada 2006 roku w Levi, gdzie nie ukończył pierwszego przejazdu slalomu. Pierwsze pucharowe punkty wywalczył 10 grudnia 2006 roku w Reiteralm, zajmując 24. miejsce w superkombinacji. Nieco ponad dwa lata później, 28 grudnia 2008 roku w Bormio, po raz pierwszy stanął na podium zawodów PŚ od razu zwyciężając w zjeździe (wystartował wtedy z nr 1). Do tego momentu jego najlepszym wynikiem była czwarta lokata w supergigancie w Beaver Creek trzy tygodnie wcześniej. W kolejnych sezonach jeszcze parokrotnie plasował się w czołowej trójce zawodów, w tym w sezonie 2012/2013 odnosząc trzy zwycięstwa. Ogólnie najlepiej wypadł jednak w sezonie 2010/2011, kiedy był ósmy w klasyfikacji generalnej i zjazdu oraz drugi w klasyfikacji superkombinacji (wyprzedził go tylko Chorwat Ivica Kostelić).
W 2007 roku wystąpił na mistrzostwach świata w Åre, gdzie zajął 38. miejsce w zjeździe, a rywalizacji w superkombinacji nie ukończył. Na rozgrywanych dwa lata później mistrzostwach świata w Val d’Isère, gdzie był bardzo blisko medalu w supergigancie. Ostatecznie jednak walkę o podium przegrał z Norwegiem Akselem Lundem Svindalem o 0,05 s i zajął czwarte miejsce. Na tych samych mistrzostwach był też dziesiąty w zjeździe i czternasty w superkombinacji. W 2010 roku wystartował na igrzyskach olimpijskich w Vancouver dwukrotnie znajdując się w pierwszej dziesiątce: w supergigancie był szósty a w superkombinacji ósmy. Największe sukcesy osiągnął podczas mistrzostw świata w Ga-Pa, gdzie wystartował w trzech konkurencjach i zdobył trzy medale. Zwyciężył tam w supergigancie, był drugi w superkombinacji oraz trzeci w zjeździe. Z mistrzostw świata w Schladming w 2013 roku wrócił bez medalu; jego najlepszym wynikiem było siódme miejsce w supergigancie. Brał także udział w igrzyskach w Soczi w 2014 roku i już w pierwszym starcie, biegu zjazdowym, zdobył srebrny medal. Rozdzielił tam na podium Austriaka Matthiasa Mayera i Norwega Kjetila Jansruda. Następnie zajął trzecie miejsce w kombinacji, przegrywając tylko z Sandro Vilettą ze Szwajcarii i Ivicą Kosteliciem. Na tych samych igrzyskach wystartował również w supergigancie, ale nie ukończył rywalizacji.

## Osiągnięcia

### Igrzyska olimpijskie
| Miejsce | Dzień     | Rok  | Miejscowość     | Konkurencja     | Czas zawodów | Strata | Zwycięzca          |
| ------- | --------- | ---- | --------------- | --------------- | ------------ | ------ | ------------------ |
| 19.     | 15 lutego | 2010 | Whistler        | Zjazd           | 1:55,58      | +1,27  | Didier Defago      |
| 6.      | 19 lutego | 2010 | Whistler        | Supergigant     | 1:30,73      | +0,39  | Aksel Lund Svindal |
| 8.      | 21 lutego | 2010 | Whistler        | Superkombinacja | 2:46,45      | +1,53  | Bode Miller        |
| 2.      | 9 lutego  | 2014 | Krasnaja Polana | Zjazd           | 2:06,23      | +0,06  | Matthias Mayer     |
| 3.      | 14 lutego | 2014 | Krasnaja Polana | Superkombinacja | 2:45,67      | +0,47  | Sandro Viletta     |
| DNF     | 16 lutego | 2014 | Krasnaja Polana | Supergigant     | 1:18,14      | -      | Kjetil Jansrud     |
| 14.     | 13 lutego | 2018 | Pjongczang      | Superkombinacja | 2:06,52      | +3,23  | Marcel Hirscher    |
| 17.     | 15 lutego | 2018 | Pjongczang      | Zjazd           | 1:40,25      | +1,98  | Aksel Lund Svindal |
| 16.     | 16 lutego | 2018 | Pjongczang      | Supergigant     | 1:24,44      | +1,46  | Matthias Mayer     |
| DNF     | 7 lutego  | 2022 | Pekin           | Zjazd           | 1:42,69      | -      | Beat Feuz          |
| DNF     | 8 lutego  | 2022 | Pekin           | Supergigant     | 1:19,94      | -      | Matthias Mayer     |
| 10.     | 10 lutego | 2022 | Pekin           | Superkombinacja | 2:31,43      | +4,37  | Johannes Strolz    |

### Mistrzostwa świata
| Miejsce | Dzień     | Rok  | Miejscowość       | Konkurencja     | Czas zawodów | Strata | Zwycięzca          |
| ------- | --------- | ---- | ----------------- | --------------- | ------------ | ------ | ------------------ |
| DSQ     | 8 lutego  | 2007 | Åre               | Superkombinacja | 2:28,99      | -      | Daniel Albrecht    |
| 38.     | 11 lutego | 2007 | Åre               | Zjazd           | 1:48,30      | +3,62  | Aksel Lund Svindal |
| 4.      | 4 lutego  | 2009 | Val d’Isère       | Supergigant     | 1:20,48      | +1,07  | Didier Cuche       |
| 10.     | 7 lutego  | 2009 | Val d’Isère       | Zjazd           | 2:08,62      | +1,61  | John Kucera        |
| 15.     | 9 lutego  | 2009 | Val d’Isère       | Superkombinacja | 2:27,37      | +4,37  | Aksel Lund Svindal |
| 1.      | 9 lutego  | 2011 | Ga-Pa             | Supergigant     | 1:38,31      | -      | -                  |
| 3.      | 12 lutego | 2011 | Ga-Pa             | Zjazd           | 1:59,17      | +0,76  | Erik Guay          |
| 2.      | 14 lutego | 2011 | Ga-Pa             | Superkombinacja | 2:54,51      | +1,01  | Aksel Lund Svindal |
| 7.      | 6 lutego  | 2013 | Schladming        | Supergigant     | 1:24,91      | +1,09  | Ted Ligety         |
| 14.     | 9 lutego  | 2013 | Schladming        | Zjazd           | 2:03,27      | +2,08  | Aksel Lund Svindal |
| DNF2    | 11 lutego | 2013 | Schladming        | Superkombinacja | 2:59,37      | -      | Ted Ligety         |
| 18.     | 5 lutego  | 2015 | Vail/Beaver Creek | Supergigant     | 1:15,68      | +1,34  | Hannes Reichelt    |
| 24.     | 7 lutego  | 2015 | Vail/Beaver Creek | Zjazd           | 1:43,18      | +2,12  | Patrick Küng       |
| 18.     | 8 lutego  | 2015 | Vail/Beaver Creek | Superkombinacja | 2:36,10      | +2,20  | Marcel Hirscher    |
| 4.      | 6 lutego  | 2019 | Åre               | Supergigant     | 1:24,25      | +0,35  | Dominik Paris      |
| 11.     | 9 lutego  | 2019 | Åre               | Zjazd           | 1:19,98      | +0,99  | Kjetil Jansrud     |
| DNF2    | 11 lutego | 2019 | Åre               | Superkombinacja | 1:47,71      | -      | Alexis Pinturault  |
| 23.     | 11 lutego | 2021 | Cortina d’Ampezzo | Supergigant     | 1:19,41      | +2,22  | Vincent Kriechmayr |
| 6.      | 14 lutego | 2021 | Cortina d’Ampezzo | Zjazd           | 1:37,79      | +0,90  | Vincent Kriechmayr |
| 14.     | 15 lutego | 2021 | Cortina d’Ampezzo | Superkombinacja | 2:05,86      | +5,64  | Marco Schwarz      |

### Puchar Świata

#### Miejsca w klasyfikacji generalnej
- sezon 2006/2007: 97.
- sezon 2007/2008: 33.
- sezon 2008/2009: 11.
- sezon 2009/2010: 38.
- sezon 2010/2011: 8.
- sezon 2011/2012: 17.
- sezon 2012/2013: 10.
- sezon 2013/2014: 14.
- sezon 2014/2015: 46.
- sezon 2015/2016: 19.
- sezon 2016/2017: 48.
- sezon 2017/2018: 20.
- sezon 2018/2019: 16.
- sezon 2018/2020: 112.
- sezon 2018/2021: 27.
- sezon 2021/2022: 42.

#### Zwycięstwa w zawodach
1. Bormio – 28 grudnia 2008 (zjazd)
2. Bansko – 26 lutego 2011 (superkombinacja)
3. Schladming – 15 marca 2012 (supergigant)
4. Beaver Creek – 30 listopada 2012 (zjazd)
5. Wengen – 19 stycznia 2013 (zjazd)
6. Ga-Pa – 23 lutego 2013 (zjazd)

#### Pozostałe miejsca na podium w zawodach
1. Sestriere – 22 lutego 2009 (superkombinacja) – 3. miejsce[a]
2. Åre – 12 marca 2009 (supergigant) – 3. miejsce
3. Bormio – 29 grudnia 2010 (zjazd) – 3. miejsce
4. Wengen – 14 stycznia 2012 (zjazd) – 3. miejsce
5. Kitzbühel – 25 stycznia 2013 (supergigant) – 3. miejsce
6. Lenzerheide – 12 marca 2014 (zjazd) – 2. miejsce[b]
7. Jeongseon – 7 lutego 2016 (supergigant) – 2. miejsce
8. Kitzbühel – 20 stycznia 2017 (supergigant) – 2. miejsce
9. Åre – 15 marca 2018 (supergigant) – 2. miejsce
10. Lake Louise – 24 listopada 2018 (zjazd) – 2. miejsce
11. Val Gardena – 14 grudnia 2018 (supergigant) – 2. miejsce
12. Bormio – 28 grudnia 2018 (zjazd) – 2. miejsce

- W sumie (6 zwycięstw, 7 drugich i 5 trzech miejsc).